# Екатерина Кюстринская
Екатерина Бранденбург-Кюстринская (нем. Katharina von Brandenburg-Küstrin; 10 августа 1549, Кюстрин — 30 сентября 1602, Кёльн) — принцесса Бранденбург-Кюстрина, в замужестве курфюрстина Бранденбургская.

## Биография
Екатерина — младшая из двух дочерей маркграфа Иоганна Бранденбург-Кюстринского и его супруги Екатерины Брауншвейг-Вольфенбюттельской, дочери герцога Брауншвейг-Вольфенбюттеля Генриха II.
8 января 1570 года в Кюстрине она вышла замуж за будущего курфюрста Бранденбурга Иоахима Фридриха. Брак лишил её супруга претензий на католическое Магдебургское архиепископство, а папа Пий V потребовал у императора Священной Римской империи Максимилиана I сместить брандербуржца.
Екатерина заслужила почёт своей заботой о бедных и страждущих, основала в Веддинге молочную ферму, продукция которой продавалась на берлинском молочном рынке, а на вырученные доходы учредила аптеку при Городском дворце, где нуждающимся бесплатно выдавались медикаменты.
Екатерина была похоронена в крипте Гогенцоллернов 13 октября 1608 года в Берлинском кафедральном соборе.

## Потомки
У Екатерины и Иоахима Фридриха родились:
- Иоганн Сигизмунд (1572—1619), курфюрст Бранденбурга, женат на принцессе Пруссии Анне
- Анна Екатерина (1575—1612), замужем за королём Дании Кристианом IV (1577—1648)
- дочь (1576)
- Иоганн Георг (1577—1624), герцог Ягерндорфа, женат на принцессе Еве Кристине Вюртембергской (1590—1657)
- Август Фридрих (1580—1601)
- Альбрехт Фридрих (1582—1600)
- Иоахим (1583—1600)
- Эрнст (1583—1613)
- Барбара София (1584—1636), замужем за герцогом Вюртемберга Иоганном Фридрихом (1582—1628)
- дочь (1585—1586)
- Кристиан Вильгельм (1587—1665), архиепископ Магдебурга, женат на принцессе Доротее Брауншвейг-Вольфенбюттельской (1596—1643), затем на графине Барбаре Эусебии фон Мартиниц (ум. 1656), затем на графине Максимилиане Сальм-Нейбургской (1608—1663)